# خلية لهبية
الخلايا اللهبية أو خلايا اللهب (بالإنجليزية: Flame cells)‏، هي خلايا مفرغة متواجدة في اللافقاريات في المياه العذبة. تبطن الأهداب المركز المجوف لهذه الخلايا التي تشبه المصباح الكهربائي التي تقع على الأفرع الجانبية للأنيبيبات. سُميت الخلايا بهذا الاسم بسبب الحركة المتأرجحة لخصلة الأهداب الموجودة داخلها. تُحرك الأهداب المتواجدة في الخلايا اللهبية الماء والمواد الخارجية في الأنيبيبات، ثم إلى ثقوب خارجية واقعة في خلايا البشرة. وظيفتها أيضاً تنظيم الضغط الاسموزي لبعض الديدان، والحفاظ على التوازن الأيوني. الخلايا اللهبية في الأساس تنظم توازن الماء في المخلوقات ويبدو أن وظيفتها الاخراجية ثانوية.